# Søgående panserskibe fra 1860'erne
De søgående panserskibe fra 1860'erne var periodens kraftigste krigsskibe, og 1860'erne var det årti, hvor panserskibene blev enerådende på de store have. Periodens panserskibe kan deles op i tre kategorier:
- Søgående panserskibe: Skemaet medtager pansrede skibe, der er på over 2.000 tons og søgående i et sådant omfang, at de kan operere på de store have i længere perioder.
- Kystpanserskibe: Pansrede skibe, der er beregnet til tjeneste i kystnære områder.
- Små skibe med panser: Restgruppe med letpansrede skibe (panserkanonbåde) og små søgående panserskibe.

## Baggrund
Det første søgående panserskib var det franske Gloire, der satte gang i en intens maritim kappestrid mellem Frankrig og England. Skemaet viser, at Frankrig var hurtigst i gang, men at England derefter indhentede og overhalede rivalerne. Indtil Napoleon 3.'s nederlag til Tyskland i 1870-71 var det Frankrigs politik at opretholde balance, så gennem hele tiåret var der tæt løb mellem England og Frankrig.
En anden sømilitær opbygning fandt sted i Adriaterhavet mellem Italien og Østrig-Ungarn. Den italienske flåde var den største, men takket være godt lederskab kom den østrigske marine bedst ud af den krig, der udbrød i 1866, og som til søs kulminerede i slaget ved Lissa. Det var den første konfrontation mellem flåder af panserskibe, og det faktum, at det ene af de to sænkede italienske skibe blev vædret af modstanderne, fik stor betydning for de følgende års skibsbygningsteknik og de taktikker, der blev indøvet i flåderne.
Skemaet over panserskibene viser også, at der i et stort industriland som USA slet ikke var interesse for søgående panserskibe, idet flåden næsten udelukkende blev brugt langs kysterne – under den amerikanske borgerkrig som kystblokade eller som støtte til hærenes operationer – mens man brugte upansrede skibe til oversøiske opgaver. I et lille land som Danmark var der derimod tradition for en søgående flåde, og her tog man panserskibet til sig, også som udslag af den stigende spænding i forholdet til Preussen.
Ud over at blive omtalt som panserskibe, blev de søgående skibe også omtalt som pansrede fregatter eller pansrede korvetter. Traditionelt var det linjeskibene, der i flere århundreder havde været flådernes stærkeste skibe, men panserskibene overtog deres rolle og kom dermed til at fungere som flådernes slagskibe.

## Skibene
Skemaet omfatter 98 søgående panserskibe fra 1860'erne, hvoraf de 95 overlevede tiårets afslutning. To italienske panserskibe blev sænket i 1866, og det eneste søgående amerikanske panserskib blev ødelagt ved en brand.
| År        | England | Frankrig | Rusland                                               | Italien | Østrig-Ungarn                                                                               | Spanien                                                | USA            | Preussen                               | Tyrkiet                                                             | Holland                        | Peru           | Danmark                       | TOTAL |
| --------- | --- | --- | ----------------------------------------------------- | --- | ------------------------------------------------------------------------------------------- | ------------------------------------------------------ | -------------- | -------------------------------------- | ------------------------------------------------------------------- | ------------------------------ | -------------- | ----------------------------- | ----- |
| 1860      | | +La Gloire |                                                       | |                                                                                             |                                                        |                |                                        |                                                                     |                                |                |                               |       |
| 1860      | | 1 |                                                       | |                                                                                             |                                                        |                |                                        |                                                                     |                                |                |                               | 1     |
| 1861      | +Warrior +Defence | |                                                       | +Terribile |                                                                                             |                                                        |                |                                        |                                                                     |                                |                |                               |       |
| 1861      | 2 | 1 |                                                       | 1 |                                                                                             |                                                        |                |                                        |                                                                     |                                |                |                               | 4     |
| 1862      | +Black Prince +Resistance | +Invincible +Normandie +Couronne +Magenta +Solferino |                                                       | +Formidabile | +Drache +Salamander                                                                         |                                                        | +New Ironsides |                                        |                                                                     |                                |                |                               |       |
| 1862      | 4 | 6 |                                                       | 2 | 2                                                                                           |                                                        | 1              |                                        |                                                                     |                                |                |                               | 15    |
| 1863      | +Royal Oak | |                                                       | | +Kaiser Max +Prinz Eugen +Juan de Austria                                                   | +Tetuán                                                |                |                                        |                                                                     |                                |                |                               |       |
| 1863      | 5 | 6 |                                                       | 2 | 5                                                                                           | 1                                                      | 1              |                                        |                                                                     |                                |                |                               | 20    |
| 1864      | +Hector +Achilles +Prince Consort | | +Pervenetz                                            | +Re d'Italia +Re di Portogallo +Regina Maria Pia +San Martino +Castelfidardo                                                                     |                                                                                             | +Numancia                                              |                |                                        |                                                                     |                                |                | +Dannebrog +Danmark           |       |
| 1864      | 8 | 6 | 1                                                     | 7 | 5                                                                                           | 2                                                      | 1              |                                        |                                                                     |                                |                | 2                             | 32    |
| 1865      | +Caledonia +Ocean +Scorpion +Wivern | +Provence +Savoie +Flandre +Héroine +Magnanime | +Sevastopol +Petropavlovsk +Netron Menya              | +Principe di Carignano |                                                                                             |                                                        |                |                                        | +Osmaniye +Mahmudiye                                                |                                |                |                               |       |
| 1865      | 12 | 11 | 4                                                     | 8 | 5                                                                                           | 2                                                      | 1              |                                        | 2                                                                   |                                |                | 2                             | 47    |
| 1866      | +Lord Clyde +Favorite +Pallas +Bellerophon +Zealous | +Guyenne +Belliqueuse | +Kreml                                                | +Ancona +Affondatore +Palestro +Varese -Re d'Italia -Palestro                                                                                    | +Erzherzog Ferdinand Max, +Habsburg                                                         |                                                        | -New Ironsides |                                        | +Abdul Aziz +Orhaniye                                               |                                | +Independencia | +Peder Skram                  |       |
| 1866      | 17 | 13 | 5                                                     | 10 | 7                                                                                           | 2                                                      |                |                                        | 4                                                                   |                                | 1              | 3                             | 62    |
| 1867      | +Agincourt +Royal Alfred +Lord Warden | +Valeureuse +Gauloise +Revanche +Surveillante +Rochambeau |                                                       | +Messina |                                                                                             | +Vitoria                                               |                | +Friedrich Carl +Kronprinz             |                                                                     | +Prins Hendrik der Nederlanden |                |                               |       |
| 1867      | 20 | 18 | 5                                                     | 11 | 7                                                                                           | 3                                                      |                | 2                                      | 4                                                                   | 1                              | 1              | 3                             | 75    |
| 1868      | +Valiant +Minotaur +Northumberland +Penelope +Hercules | +Jeanne d'Arc |                                                       | |                                                                                             | +Zaragoza +Arapiles                                    |                |                                        |                                                                     |                                |                |                               |       |
| 1868      | 25 | 19 | 5                                                     | 11 | 7                                                                                           | 5                                                      |                | 2                                      | 4                                                                   | 1                              | 1              | 3                             | 83    |
| 1869      | +Monarch | +Alma +Armide +Atalante +Montcalm +Reine Blanche +Thetis |                                                       | +Roma |                                                                                             | +Méndez Nuñez                                          |                | +König Wilhelm                         | +Asar-i Sevket, +Necm-i Sevket                                      |                                |                |                               |       |
| Ult. 1869 | Warrior Defence Black Prince Resistance Royal Oak Hector Achilles Prince Consort Caledonia Ocean Scorpion Wivern Lord Clyde Favorite Pallas Bellerophon Zealous Agincourt Royal Alfred Lord Warden Valiant Minotaur Northumberland Penelope Hercules Monarch | La Gloire Invincible Normandie Couronne Magenta Solferino Provence Savoie Flandre Héroine Magnanime Guyenne Belliqueuse Valeureuse Gauloise Revanche Surveillante Rochambeau Jeanne d'Arc Alma Armide Atalante Montcalm Reine Blanche Thetis | Pervenetz Sevastopol Petropavlovsk Netron Menya Kreml | Terribile Formidabile Re di Portogallo Regina Maria Pia San Martino Castelfidardo, Principe di Carignano, Ancona Affondatore Varese Messina Roma | Drache Salamander Kaiser Max Prinz Eugen Juan de Austria, Erzherzog Ferdinand Max, Habsburg | Tetuán Numancia Vitoria Zaragoza Arapiles Méndez Nuñez |                | Friedrich Carl Kronprinz König Wilhelm | Osmaniye Mahmudiye Abdul Aziz Orhaniye Asar-i Sevket, Necm-i Sevket | Prins Hendrik der Nederlanden  | Independencia  | Dannebrog Danmark Peder Skram |       |
| Ult. 1869 | 26 | 25 | 5                                                     | 12 | 7                                                                                           | 6                                                      | 0              | 3                                      | 6                                                                   | 1                              | 1              | 3                             | 95    |